# Ящірка гірська
Ящірка гірська (Iberolacerta monticola ) — вид ящірок з родини справжні ящірки (Lacertidae).

## Поширення
Ендемік Піренейського півострова. Поширений в Кантабрійських горах та в Галіції на північному заході Іспанії, в горах Сьєрра-де-Гредос в центральній Іспанії та Серра-да-Ештрела в центральній Португалії. Трапляється у субтропічних сухих лісах та в середземноморському чагарнику. Трапляється від рівня моря (в Галіції) до 2000 м над рівнем моря.

## Опис
Тіло (без хвоста) завдовжки до 8 см, хвіст вдвічі довший за тіло. Ящірка міцної статури з приплескуватою головою. Спина коричнева або яскраво-зелена з чорною сітчастою поверхнею. Черево білувате, синювате або жовтувато-зелене з чорними плямами. Очі блакитні.